# Bayerische B V (Ostbahn)
Die Lokomotiven der Baureihe B V waren Fahrzeuge der bayerischen Ostbahn.

## Beschreibung
Kurz nach den Königlich Bayerischen Staatseisenbahnen beschaffte auch die Ostbahn B-gekuppelte Schlepptenderlokomotiven. Die Fahrzeuge wurden anfangs als Gattung E eingereiht, später für einige Zeit als Gattung B VII. Sie verfügten über einen Außenrahmen mit außenliegender Steuerung und einen Kessel der Bauart Belpaire. Eine Lokomotive war 1904 noch vorhanden und wurde kurz darauf ausgemustert. Die Lokomotiven waren mit einem Schlepptender der Bauart 2 T 8 ausgerüstet, es waren die einzigen zweiachsigen Schlepptender der Ostbahn.